# Ђелонардо
Ђелонардо је насеље у Италији у округу Агриђенто, региону Сицилија.
Према процени из 2011. у насељу је живело 6 становника. Насеље се налази на надморској висини од 26 м.